# Sebastián Cordero
Sebastián Cordero Espinosa (* 23. května 1972) je ekvádorský filmový režisér a scenárista.
Jeho režijním debutem se stal film Ratas, Ratones, Rateros z roku 1999 o příběhu zlodějíčka Salvadora v chudinské čtvrti Quita.

## Filmografie
- Ratas, Ratones, Rateros (1999)
- Kronika smrti (2004)[1]
- Vztek (2009)[1]
- Pescador (2011)
- Zpráva o Europě (2013)[1][2]